# Cukrownia „Ostrowy”
Cukrownia „Ostrowy” – cukrownia położona w Ostrowach-Cukrowni k. Kutna.
Zbudowana została w 1847 przez Aleksandra Rembielińskiego, po rozbudowie w latach 1855–1860 największa do końca XIX wieku cukrownia w Królestwie Polskim. Od 1879 system dyfuzyjny, w roku 1893 jako pierwsza w polskim cukrownictwie maszyna parowa. W latach 1862/1863 wyprodukowała 1,4 tys. ton cukru, w latach 1911–1914 średnio ok. 7 tys. ton (1913 – 10 tys. ton), w latach 1925–1927 ok. 6 tys. ton, do końca lat 60. własność Kronenbergów. W roku 1876 cukrownia została zakupiona przez Warszawskie Towarzystwo Fabryk Cukru.
Po II wojnie światowej cukrownia została upaństwowiona. Pod koniec okresu została wcielona do spółki KSC. W 2007 roku zlikwidowana.